# Audi R18 E-Tron quattro RP5
Der Audi R18 E-Tron quattro RP5 ist ein von Audi entwickelter und gebauter Sportwagen-Prototyp nach LMP1-Reglement. Der Wagen nahm 2015 an der FIA-Langstrecken-Weltmeisterschaft und dem 24-Stunden-Rennen von Le Mans teil.

## Veränderungen
Im Vergleich zum Vorjahresfahrzeug wurden zahlreiche Änderungen vorgenommen. Am auffälligsten ist dabei die für eine bessere Aerodynamik überarbeitete Front mit anders positionierten Scheinwerfern. Das Hybridsystem wurde umfassend überarbeitet. Dadurch wurde das Fahrzeug beim 24-Stunden-Rennen von Le Mans in die Vier-Megajoule-Klasse hochgestuft. Das Vorjahresfahrzeug war noch in der Zwei-Megajoule-Klasse und dadurch gegenüber dem Porsche 919 Hybrid und dem Toyota TS040 Hybrid im Nachteil.

## Renneinsätze
Audi setzte zwei Fahrzeuge in der FIA-Langstrecken-Weltmeisterschaft 2015 ein, zusätzlich wurde in Spa und Le-Mans ein drittes Fahrzeug eingesetzt.
Es konnten die ersten beiden 6-Stunden-Rennen der Saison in Silverstone und Spa gewonnen werden, in der restlichen Saison musste man sich jedoch dem Porsche Team geschlagen geben. Die Gesamtwertung wurde auf dem zweiten und vierten Platz beendet.

## Fahrerbesetzung
Es gibt zwei Änderungen vom Audi-Kader im Vergleich zum letzten Jahr: der Brite Oliver Jarvis ersetzt den Dänen Tom Kristensen, der sich Ende der WEC-Saison 2014 zur Ruhe setzte. Die zweite Änderung ist, dass Mike Rockenfeller zum Ersatzfahrer aufstieg und den Spanier Marc Gené ersetzt, der Anfang des Jahres zu Nissan ging.
| Startliste      | Startliste            | Startliste              | Startliste | Startliste         | Startliste     | Startliste      |
| Nr.             | Team                  | Fahrzeug                | Reifen     | Fahrer             | Fahrer         | Fahrer          |
| --------------- | --------------------- | ----------------------- | ---------- | ------------------ | -------------- | --------------- |
| WEC Saison 2015 |                       |                         |            |                    |                |                 |
| 7               | Audi Sport Team Joest | Audi R18 e-tron quattro | M          | Marcel Fässler     | André Lotterer | Benoît Tréluyer |
| 8               | Audi Sport Team Joest | Audi R18 e-tron quattro | M          | Lucas di Grassi    | Loïc Duval     | Oliver Jarvis   |
| 9               | Audi Sport Team Joest | Audi R18 e-tron quattro | M          | Filipe Albuquerque | René Rast      | Marco Bonanomi  |

Ersatzfahrer für Le Mans ist der Deutsche Mike Rockenfeller, der schon von 2007 bis 2012 in einem Le-Mans-Prototypen von Audi fuhr. Aktuell fährt er in der DTM.